# Politique à Nauru
La politique à Nauru en tant qu'État indépendant est récente car elle débute le 31 janvier 1968 sous la forme d'une république parlementaire démocratique. La constitution a été élaborée lors de l'indépendance. Les instances du pouvoir siègent dans le district de Yaren.
Nauru est membre du Commonwealth depuis 1968 et des Nations unies depuis le 14 septembre 1999,.

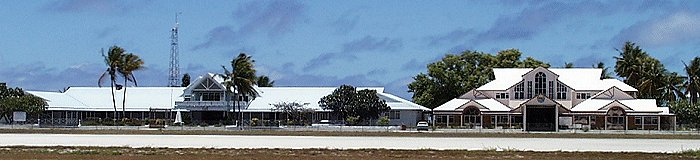
Le bâtiment du gouvernement (à gauche) et le Parlement (à droite) de Nauru dans le district de Yaren.

## Politique intérieure

### Pouvoir exécutif
Le pouvoir exécutif de Nauru est formé par le gouvernement composé de ministres nommés par le président. Le président de la République cumule les fonctions de chef de l'État et chef du gouvernement. Il est élu au suffrage indirect par un vote parmi les parlementaires, qui désigne l'un d'eux à cette fonction.
Le président en exercice est David Adeang depuis le 30 octobre 2023.

### Pouvoir législatif
Le pouvoir législatif de Nauru est formé par le Parlement composé de 18 parlementaires. Ceux-ci sont élus tous les trois ans au suffrage universel direct durant les élections législatives et ce pour un mandat de trois ans maximum. Le Parlement doit être formé d'une coalition d'au moins dix parlementaires. En élisant le président, le parlement a le rôle d'un collège électoral.
La législation est basée sur le Droit anglais, enrichie des actes du Parlement.

### Pouvoir judiciaire
Le pouvoir judiciaire de Nauru est complexe et formé de différentes cours. Il est formé par la Cour suprême et la Cour d'appel.

### Élections
Le découpage administratif de Nauru forme quatorze districts eux-mêmes réunis en huit circonscriptions électorales. Chaque circonscription fournit deux parlementaires au Parlement sauf la circonscription d'Ubenide qui en fournit quatre. Le suffrage est universel et obligatoire, pour tout citoyen de 20 ans et plus.
À sa première séance, le Parlement nomme deux porte-paroles ainsi qu'un président parmi les membres restants. Celui-ci compose ensuite son gouvernement en nommant quatre ou cinq autres députés. Les remaniements ministériels entre deux élections par la formation de nouvelles coalitions sont fréquents.

### Partis politiques
Le multipartisme est prévu dans la constitution. Cependant, il ne se trouve aucun parti politique formalisé au sein du Parlement, bien que les députés s'assemblent en groupes définis. En effet, ce sont les alliances familiales qui déterminent la politique.

### Constitution
La constitution actuelle de Nauru a été adoptée le 28 janvier 1968 et mise en application le 31 janvier à l'occasion de l'indépendance du pays.
Elle détermine les droits fondamentaux ainsi que les modalités électorales.

## Politique extérieure

### Ambassades
Nauru possède des représentations officielles en Australie (Melbourne), aux Fidji, en Thaïlande (Bangkok) et aux États-Unis (New York).
Dans le cadre de la politique d'une seule Chine, Nauru a reconnu Taïwan au détriment de la république populaire de Chine le 14 mai 2005, jusqu'au 15 janvier 2024 où un revirement lui fait rompre ses relations diplomatiques au bénéfice évident de la Chine.
Nauru entretient des relations diplomatiques amicales avec l'Australie qui est son premier partenaire commercial. L'Australie est représentée à Nauru par un consul général, un vice-consul, un représentant du programme d'aide de l'outre-mer du gouvernement australien et deux représentants du département de l'Immigration. Le Haut commissaire australien de Suva (Fidji) est accrédité par l'Australie comme Haut commissaire non résident de Nauru.

### Sièges aux instances internationales
Nauru est membre des institutions suivantes : Pays ACP, Banque asiatique de développement, Commonwealth, CESAP, Organisation de l'aviation civile internationale, INTELSAT, Interpol, CIO, UIT, Commission baleinière internationale, Organisation pour l'interdiction des armes chimiques, Forum des îles du Pacifique, Communauté du Pacifique Sud, Sparteca, ONU, UNESCO, UPU, OMS et CPI.
Nauru est membre du Commonwealth depuis 1968 et des Nations unies depuis le 14 septembre 1999 en tant que 187e membre. Le pays, bien qu'il soit devenu membre à part entière du Commonwealth en mai 1999, est passé au statut de membre spécial au sein de cette organisation depuis quelques années.

## Forces armées
Nauru ne possède pas d'armée. La seule force de maintien de l'ordre est formée par la police locale. Nauru délègue sa politique de défense  à l'Australie.

### Source
- (en) CIA World Factbook - Nauru